# Кореляція стратиграфічна
Кореля́ція стратиграфі́чна (рос. корреляция стратиграфическая, англ. stratigraphic correlation; нім. stratigraphische Korrelierung f) — зіставлення просторово роз'єднаних стратиграфічних підрозділів та їх частин за геол. віком і (або) за положенням у розрізі.
Кореляція стратиграфічна — одна з найважливіших стадій стратиграфічних досліджень.
Рекомендується використовувати комплекс ознак стратиграфічних підрозділів, що корелюють:
- залишки організмів,
- літологічний склад,
- ізотопне датування,
- сліди вулканічної і тектонічної активності,
- палеомагнітні дані тощо.

В результаті стратиграфічної кореляції складають кореляційні стратиграфічні схеми, які представляють сукупність місцевих і регіональних стратиграфічних підрозділів повного або часткового геологічного розрізу регіону або його частини.